# Herman Benni

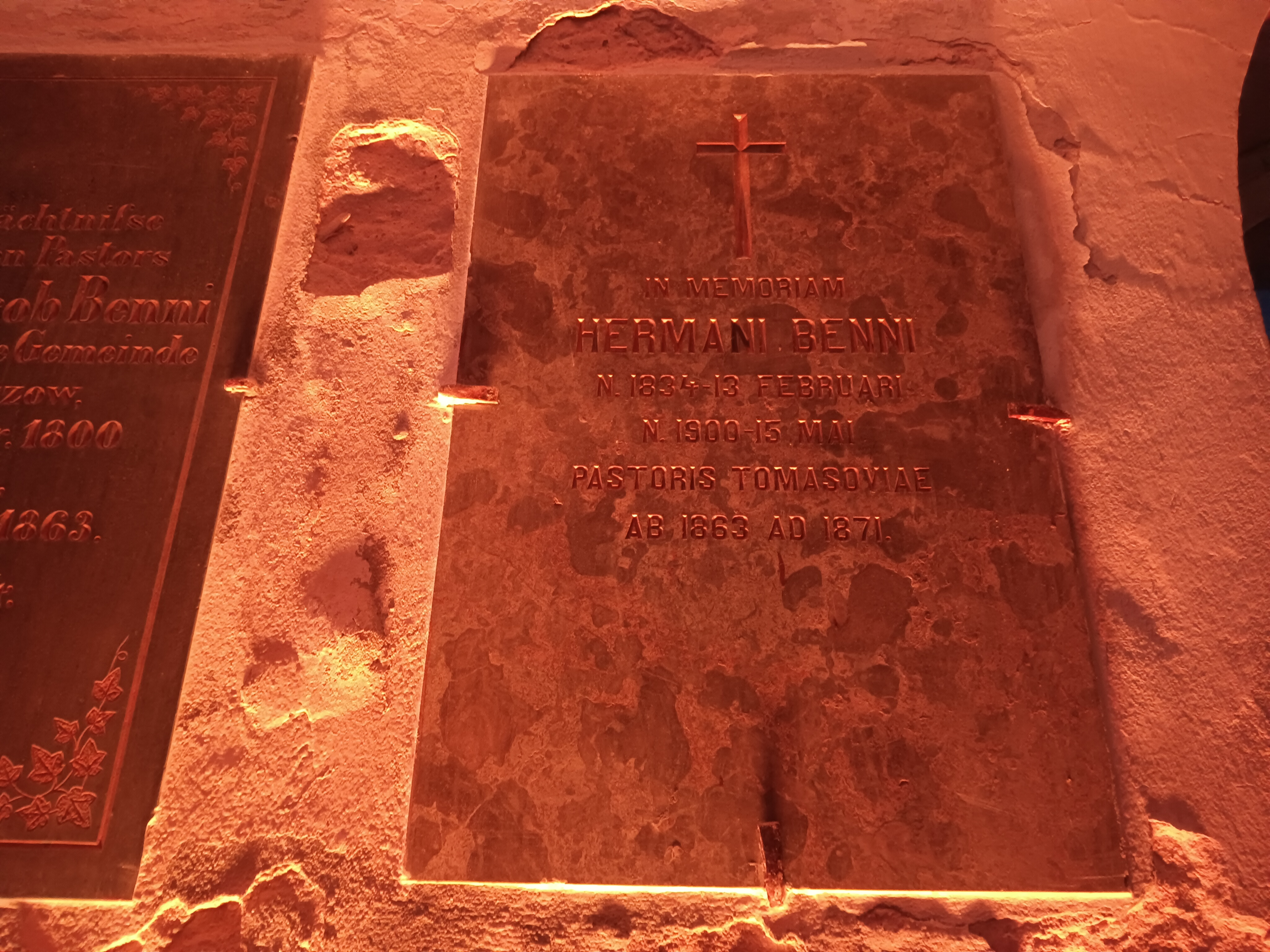
Tablica upamiętniająca Benniego wewnątrz kościoła luterańskiego pod wezwaniem Św. Trójcy w Tomaszowie Mazowieckim, pl. Kościuszki 21

Fryderyk Emanuel Herman Benni (ur. 13 lutego 1834 w Tomaszowie Mazowieckim, zm. 15 maja 1900 w Warszawie), zwany „Benkiem z Tomaszowa” – pastor ewangelicki, pedagog, lektor języka angielskiego w Uniwersytecie Warszawskim, redaktor czasopism.

## Życiorys
Herman Benni był najstarszym synem tomaszowskiego pastora Jana Jakuba Benniego (1800–1863) i Angielki Marii Anny White (1800–1874). Miał dwie siostry i dwóch braci Artura Wilhelma (1839–1867) i Karola (1843–1916). Ukończył ewangelicką szkołę elementarną w Tomaszowie Mazowieckim. Naukę kontynuował w gimnazjum w Radomiu, potem w Piotrkowie Trybunalskim, gdzie otrzymał świadectwo dojrzałości (1853).

### Kariera duchowna
W latach 1854–1858 studiował teologię w Uniwersytecie w Dorpacie (ob. Tartu, Estonia). Po studiach przebywał wraz z bratem Arturem u rodziny matki w Londynie, gdzie na krótko podjął pracę zarobkową jako referent spraw słowiańskich w British Museum (w latach 1858–1859). W 1859 był ordynowany i został wikariuszem w Warszawie. W latach 1859–1862 pracował tamże jako nauczyciel w 5-klasowej Szkole Powiatowej. W roku 1861 przystąpił pod kierunkiem ks. Leopolda Otto do opracowania nowego polskiego śpiewnika kościelnego (wydanego w roku 1866). Należał do grona młodej inteligencji warszawskiej, pozostającej pod wpływem narodowych poglądów głoszonych przez Edwarda Jürgensa. Kiedy w 1862 podjęto tworzenie Szkoły Głównej Warszawskiej margrabia Aleksander Wielopolski namówił Hermana Benniego, by podjął starania o katedrę filozofii. Profesorem filozofii na uczelni warszawskiej uczyniono jednak Henryka Struve. W 1863 po śmierci ojca Herman Benni przybył do Tomaszowa Mazowieckiego i objął stanowisko administratora i (od 12 II 1865 r.) proboszcza w tutejszej parafii ewangelickiej. W 1870 został przeniesiony do Kalisza. Opublikował po rosyjsku wspomnienie o młodszym bracie Arturze Wilhelmie (zob. Герман Бенни, „Санктпетербургские Ведомости” 1871, nr 256). W 1872 opuścił szeregi duchownych i przeniósł się do Warszawy.

### Nauczyciel, dyrektor szkoły
W latach 1872–1880 pracował jako lektor języka angielskiego w Uniwersytecie Warszawskim. Uczył także języków obcych w gimnazjach warszawskich. W 1880 Benni otworzył w Warszawie prywatną średnią szkołę męską 6-klasową, która zatrudniała wybitnych nauczycieli-Polaków (m.in. literaturoznawcę Piotra Chmielowskiego, prawnika Karola Dunina, pisarza i pedagoga Adolfa Dygasińskiego, religioznawcę i filologa klasycznego Ignacego Radlińskiego, historyka Władysława Smoleńskiego, pisarza i publicystę Ludwika Straszewicza), a poziomem nauczania przewyższała inne podobne placówki. Szkoła mieściła się w budynku, położonym przy skrzyżowaniu Alej Jerozolimskich i Marszałkowskiej (w okolicach dzisiejszego hotelu Novotel). Została ona zamknięta przez kuratora Apuchtina w 1885 pod pretekstem niedozwolonego nauczania języka polskiego w klasach niższych, co odkrył inspektor Kryłow podczas wizytacji (mową polską posługiwał się Adolf Dygasiński, który na zawsze utracił prawo nauczania w szkołach). Wskutek tych represji Benni przeniósł się w 1886 do Dorpatu, gdzie pracował jako nauczyciel języka francuskiego i angielskiego w tamtejszym gimnazjum realnym (w latach 1886–1891). W 1891 powrócił do Warszawy. W ostatnich latach był lektorem języka angielskiego i francuskiego, a nadto sekretarzem konsulatu angielskiego w Warszawie. Benni należał wraz z młodszym bratem Karolem do inicjatorów budowy pomnika Adama Mickiewicza w Warszawie na setną rocznicę urodzin poety (odsłonięcie pomnika nastąpiło 24 XII 1898 r.). Był także stałym uczestnikiem słynnych „piątków” u brata Karola Benniego. Bywał ponadto w salonie literackim Jadwigi Łuszczewskiej (Deotymy).

### Redaktor czasopism
Równocześnie był redaktorem „Kuriera Warszawskiego” (od 14 I 1873 do 14 V 1876) i czasopisma „Ateneum” (w latach 1876–1880). Później redagował także „Gazetę Świąteczną”, przeznaczoną dla wsi.

### Zgon, Pogrzeb
Umarł 15 V 1900 roku w Warszawie. Został pochowany na cmentarzu ewangelicko-augsburskim w Warszawie (aleja 9 nr 74). Adolf Dygasiński, przyjaciel Hermana Benniego, wygłosił mowę pogrzebową (druk. „Tygodnik Ilustrowany” 1900, nr 27, s. 523-524), podkreślając jego wielką skromność, gołębią łagodność, miłość dla bliźnich, pogodę ducha mimo licznych przeciwności, gustowanie w towarzystwie wykwintnym, niechęć do światowej kariery i pogoni za sukcesem. Oddanie Benniego pracy dydaktyczno-wychowawczej docenili jego uczniowie. Na nagrobku widnieje napis: „Zacnemu swemu Dyrektorowi / w dowód wiernej pamięci / wdzięczni wychowańcy”. Zdaniem ucznia Benedykta Hertza, dyrektor Benni „był niski, tęgi, miał wysokie czoło, szpakowatą brodę i złote okulary”. Według Władysława Wolerta, Herman Benni „spuścizny drukowanej ani rękopiśmiennej nie zostawił” (co nie odpowiada prawdzie), ale mimo to współcześni nazywali go mędrcem.

### Rodzina
W 1867 poślubił Olgę Matyldę z Moesów (1840–1886), która, według opinii Adolfa Dygasińskiego, była „najgładszą z Bodzantynek” (Opis imprezy, s. 37). Pozostawił siedmioro dzieci: córkę Lenorę zam. Foland (ur. 2 IX 1870, zm. 18 VI 1941), kierowniczkę Domu Polskiego na Podolu, i sześciu synów: Pawła (ok. 1868–1928), sekretarza konsulatu angielskiego; Artura Jerzego (ur. 1871, zm. 27 II 1936), kandydata nauk handlowych Uniwersytetu Dorpackiego, długoletniego pracownika Zarządu Wodociągów i Kanalizacji; Feliksa (1872–1930), budowniczego kolei na Zakaukaziu; Witolda (1873–1937), dziennikarza; Stefana (ur. 1875, zm. 16 IV 1931), doktora chemii, dyrektora Związku Fabrykantów Dykt i Fornirów w Polsce, oraz Tytusa Juniusa White’a (1877–1935), językoznawcę, fonetyka i profesora Uniwersytetu Warszawskiego.